# Club Hoquei Patins Sant Feliu
El Club Hoquei Patins Sant Feliu és un club d'hoquei sobre patins de Sant Feliu de Codines, al Vallès Oriental. L'any 2012 va guanyar la Copa del Príncep, el que fins ara és el títol més alt del seu palmarès. La temporada 2012-13 va jugar per primer cop a la OK Lliga, però va baixar aquell any a Primera divisió estatal.

## Palmarès
- 1 Copa del Príncep (2012)[2]